# Love It to Death
Albums de Alice Cooper
Easy Action
(1970) Killer
(1971)
Singles
1. I'm Eighteen
Sortie : 11 novembre 1970
2. Caught in a Dream
Sortie : 27 avril 1971

Love It to Death est le troisième album studio du groupe Alice Cooper sorti le 12 janvier 1971.

## Historique

### Production
Love It to Death sort en janvier 1971 ; l’album produit par le producteur canadien Jack Richardson et son protégé Bob Ezrin. Ce dernier mettra en place le nouveau son du groupe et apporta de nombreuses idées au niveau des compositions. Au cours de l’enregistrement, il incite notamment les musiciens à raccourcir le titre I'm Eighteen pour le rendre plus efficace : le morceau passe de huit à trois minutes.

### Après la sortie
D'abord sorti sur le label de Frank Zappa, Straight Records, il ressortira, vu son succès, sur le label Warner Bros Records, celui-ci ayant racheté les droits et offert un nouveau contrat d'enregistrement au groupe. Il comprend l'un des plus gros hit d'Alice Cooper, I'm Eighteen. C'est aussi l'album qui lancera vraiment la carrière du groupe.
Il atteindra la 35e place du Billboard 200 et sera certifié disque d'or un peu plus d'un an après sa sortie. Au Royaume-Uni, il faudra attendre septembre 1972 pour le voir entrer dans les charts et atteindre la 28e place.
Love It to Death a été classé 454e meilleur album de tous les temps par le magazine Rolling Stone.
La pochette originale de l'album entrainera une polémique. En effet on peut y voir le pouce d'Alice Cooper dépasser de sa cape, mimant un pénis, un premier pas dans l'outrage!. Il n'en faudra pas plus pour que la pochette soit légèrement modifiée (le doigt ayant été masqué) lors des rééditions de l'album, principalement aux États-Unis.

## Liste des titres
Face 1
| No | Titre             | Auteur                                                               | Durée |
| -- | ----------------- | -------------------------------------------------------------------- | ----- |
| 1. | Caught in a Dream | Michael Bruce                                                        | 3:10  |
| 2. | I'm Eighteen      | Alice Cooper, Michael Bruce, Glen Buxton, Dennis Dunaway, Neal Smith | 3:00  |
| 3. | Long Way to Go    | Michael Bruce                                                        | 3:05  |
| 4. | Black Juju        | Dennis Dunaway                                                       | 9:09  |

face 2
| No | Titre                | Auteur                                                               | Durée |
| -- | -------------------- | -------------------------------------------------------------------- | ----- |
| 5. | Is It My Body        | Alice Cooper, Michael Bruce, Glen Buxton, Dennis Dunaway, Neal Smith | 2:39  |
| 6. | Hallowed Be My Name  | Neal Smith                                                           | 2:35  |
| 7. | Second Coming        | Alice Cooper                                                         | 3:02  |
| 8. | Ballad of Dwight Fry | Alice Cooper, Michael Bruce                                          | 6:32  |
| 9. | Sun Arise            | Harry Butler, Rolf Harris                                            | 3:53  |

## Musiciens
Alice Cooper
- Alice Cooper - chant
- Glen Buxton - Guitare solo
- Michael Bruce - guitare rythmique, claviers, chœurs
- Dennis Dunaway - basse, chœurs
- Neal Smith - batterie, percussions, chœurs

Musicien additionnel
- Bob Ezrin : claviers sur Caught in a Dream, Long Way to Go, Hallowed Be My Name, Second Coming et Ballad of Dwight Fry

## Charts & certifications
Charts album
| Pays        | Durée du classement | Meilleur classement |
| ----------- | ------------------- | ------------------- |
| États-Unis  | 38 semaines         | 35e                 |
| Canada      | 30 semaines         | 39e                 |
| Royaume-Uni | 7 semaines          | 28e                 |

Certifications
| Pays       | Ventes  | Certification | Date            |
| ---------- | ------- | ------------- | --------------- |
| États-Unis | Or      | 500 000 +     | 6 novembre 1972 |
| États-Unis | Platine | 1 000 000 +   | 30 juillet 2001 |

### Singles
| Année | Single            | Chart           | Durée du classement | Position |
| ----- | ----------------- | --------------- | ------------------- | -------- |
| 1971  | I'm Eighteen      | Hot 100         | 13 semaines         | 21e      |
| 1971  | I'm Eighteen      | RPM Top Singles | 15 semaines         | 7e       |
| 1971  | Caught in a Dream | Hot 100         | 3 semaines          | 94e      |
| 1971  | Caught in a Dream | RPM Top Singles | 3 semaines          | 68e      |